# GPR26
GPR26 (англ. G protein-coupled receptor 26) – білок, який кодується однойменним геном, розташованим у людей на короткому плечі 10-ї хромосоми. Довжина поліпептидного ланцюга білка становить 337 амінокислот, а молекулярна маса — 37 604.
| 10         |  | 20         |  | 30         |  | 40         |  | 50         |
| ---------- |  | ---------- |  | ---------- |  | ---------- |  | ---------- |
| MNSWDAGLAG |  | LLVGTMGVSL |  | LSNALVLLCL |  | LHSADIRRQA |  | PALFTLNLTC |
| GNLLCTVVNM |  | PLTLAGVVAQ |  | RQPAGDRLCR |  | LAAFLDTFLA |  | ANSMLSMAAL |
| SIDRWVAVVF |  | PLSYRAKMRL |  | RDAALMVAYT |  | WLHALTFPAA |  | ALALSWLGFH |
| QLYASCTLCS |  | RRPDERLRFA |  | VFTGAFHALS |  | FLLSFVVLCC |  | TYLKVLKVAR |
| FHCKRIDVIT |  | MQTLVLLVDL |  | HPSVRERCLE |  | EQKRRRQRAT |  | KKISTFIGTF |
| LVCFAPYVIT |  | RLVELFSTVP |  | IGSHWGVLSK |  | CLAYSKAASD |  | PFVYSLLRHQ |
| YRKSCKEILN |  | RLLHRRSIHS |  | SGLTGDSHSQ |  | NILPVSE    |  |            |

A: Аланін

C: Цистеїн

D: Аспарагінова кислота

E: Глутамінова кислота

F: Фенілаланін

G: Гліцин

H: Гістидин

I: Ізолейцин

K: Лізин

L: Лейцин

M: Метіонін

N: Аспарагін

P: Пролін

Q: Глутамін

R: Аргінін

S: Серин

T: Треонін

V: Валін

W: Триптофан

Кодований геном білок за функціями належить до рецепторів, g-білокспряжених рецепторів, білків внутрішньоклітинного сигналінгу. 
Локалізований у клітинній мембрані, мембрані.